# 909
El 909 (CMIX) fou un any comú començat en diumenge del calendari julià. L'ús del nom «909» per referir-se a aquest any es remunta a l'alta edat mitjana, quan el sistema Anno Domini esdevingué el mètode de numeració dels anys més comú a Europa.

## Esdeveniments
- Inici del Califat Fatimita d'Egipte.
- Fundació de l'abadia de Cluny (910, segons altres fonts).
- Mariozza es casa amb Alberic I de Spoleto.